# 羽林軍廿六
寳瓶座δ（δ Aqr、δ Aquarii或羽林軍二十六）是寳瓶座中亮度排行第三的恆星。其英文傳統命名為 Skat 或 Scheat，中文傳統命名為羽林軍二十六。
寳瓶座δ被認爲是大熊座移動星群的外圍恆星之一。
其英文傳統命名的來源普遍認爲是自阿拉伯語as-saq，意為“腿部”或“胫部”。但有人爭論真正的來源是阿拉伯語的另一個字ši'at，也就是“希望”。

## 位置
寳瓶座δ在夜空中的位置可參照以下的寳瓶座星圖：

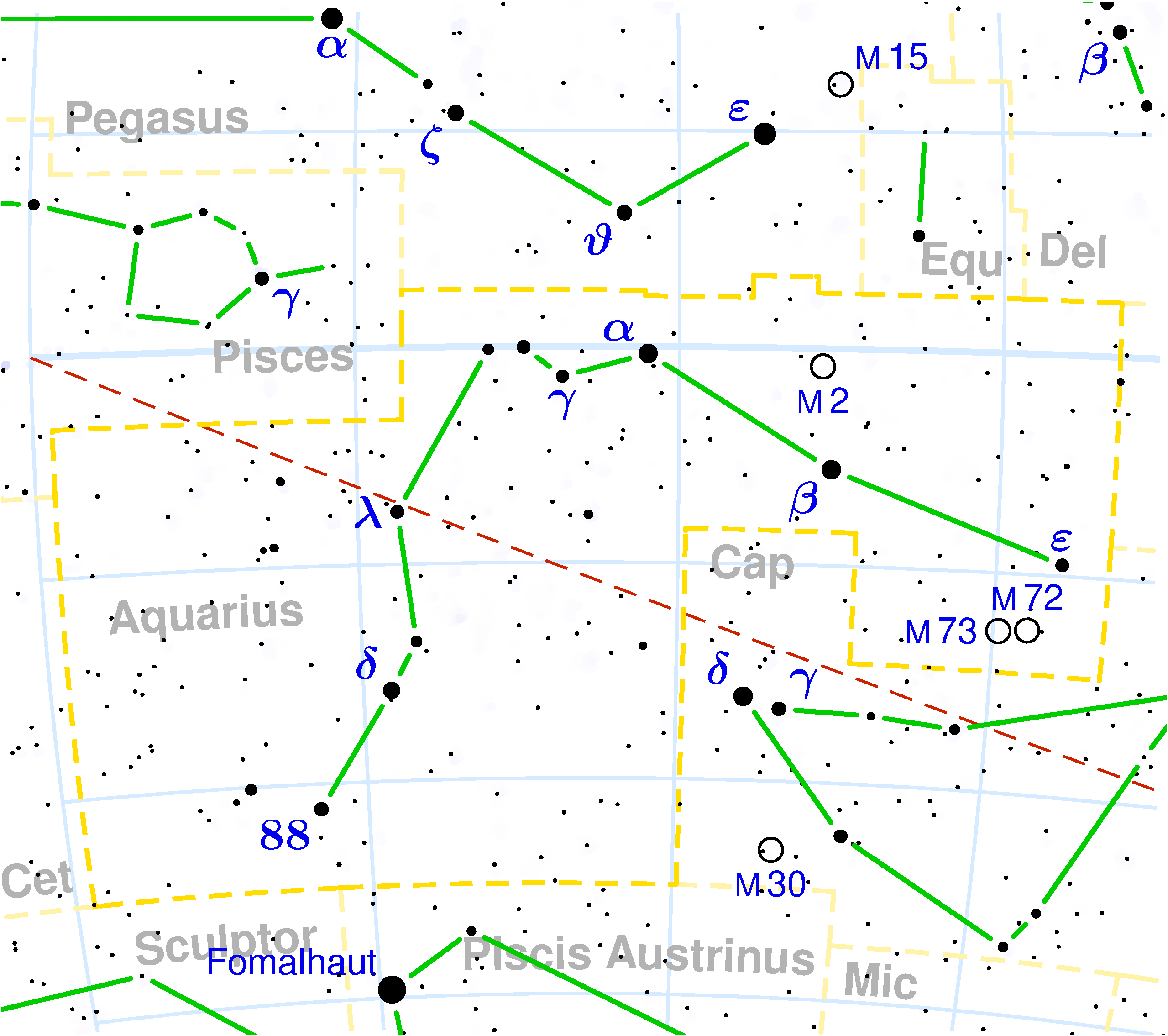
Constellation of Aquarius

## 外部連結
- Star names derived from Arabic （页面存档备份，存于）
- HR 8709 （页面存档备份，存于）
- Image Delta Aquarii